# Viromandui

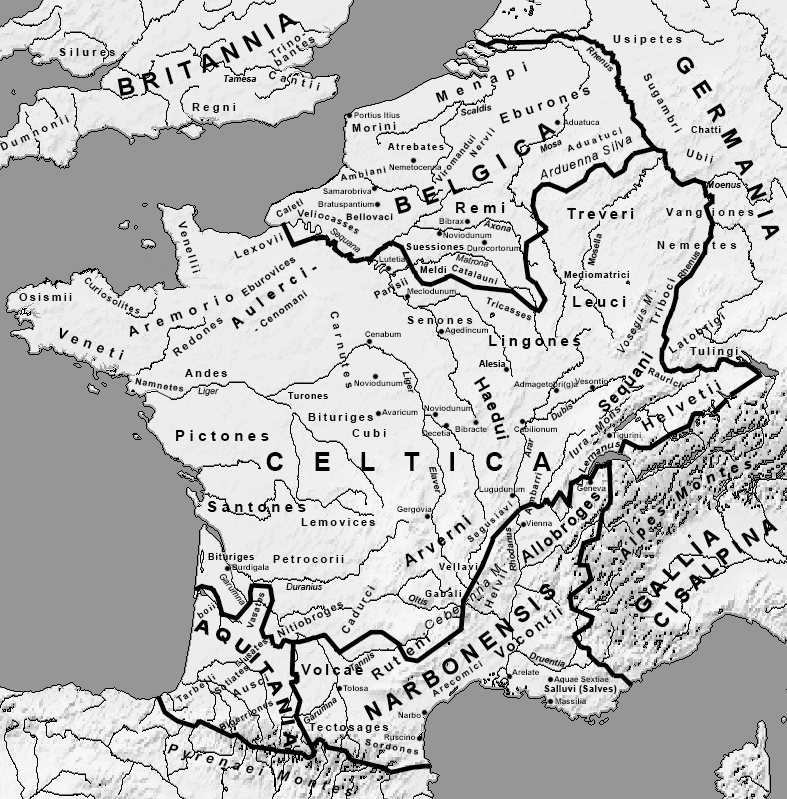
La Gallia

I viromandui erano un popolo della Gallia Belgica. Occupavano l'area che oggi corrisponde più o meno al dipartimento francese dell'Aisne, nella regione della Piccardia) e da loro prese il suo nome Vermand. Cesare li menziona solo tre volte nel De bello Gallico.